# Duelo o desafío

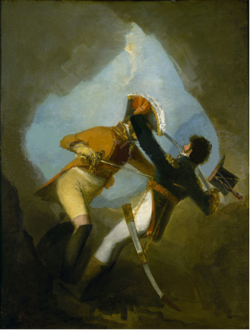
Duelo o desafío (1814)

Duelo o desafío es un cuadro realizado por el pintor valenciano Asensio Julià. Se ha datado en 1814, y actualmente se encuentra en la colección Manuel Fernández, en Madrid. El cuadro de ha incluido en la última etapa de producción del pintor.

## Contexto
El pintor, antes de la fecha de realización del cuadro, estuvo muy vinculado a Goya, trabajando con él desde 1792 a 1814, aproximadamente. Se conocerían en Valencia en 1792 debido al traslado del Goya a la ciudad del mediterráneo, a causa de la enfermedad de su mujer. Esto le valdría la amistad con el pintor aragonés, y a largo plazo, ser considerado su único alumno reconocido. Fue retratado en tres ocasiones, y en la última de ellas con un lápiz en la mano que indica su especial predilección y destreza con el dibujo.
El primer proyecto que realizan en conjunto es el de la decoración de las bóvedas de la ermita de San Antonio de la Florida, en Madrid. Al año siguiente, en 1798, un retrato de Goya, por Asensió Juliá, muestra la personalidad de su pincelada, que se muestra más académica, y menos fuerte y empastada que la de su maestro.
Más de una década después, tras la guerra de la independencia, en 1814, comienza a pintar una serie de cuadros de tema bélico en relación con la guerra contra los franceses. Son cuadros protagonizados por franceses y españoles, no necesariamente soldados, en los que se exalta el patriotismo en auge tras la guerra.

## Descripción
Pertenece a la serie de cuadros de tema bélico que Julià comienza en 1814. La escena está constituida por un general español y otro francés. Se sabe su rango por la indumentaria; el español, más en concreto, por la escarapela roja del bicornio que, a su vez, lo sitúan en el sitio de Zaragoza. Esta localización geográfica se ha consolidado por la posible inspiración del autor en los grabados de Juan Gálvez y Fernando Brambila, publicados en Cádiz en 1812. También se ha planteado que la situación geográfica era simplemente por ser Zaragoza el lugar donde el pintor intentaba dar salida al mercado a sus obras.
En la serie de desastres de la guerra de Goya, hay uno que se ha atribuido a la mano de Asensio Julià, lo que reflejaría el estudio de la figura y la forma goyescas del valenciano. Por otra parte, los fondos se han querido relacionar más con los grabados de Piranesi, en general en la obra de Juliá, pero en especial en la serie de cuadros de guerra que realizó.